# Emilian Bratu (politician)
Emilian Bratu (n. 9 august 1923, Lespezi, Iași) este un  fost deputat român în legislatura 1992-1996, ales în județul Suceava pe listele partidului PNȚCD/PER.

## Legături externe
- Emilian Bratu Arhivat în 27 aprilie 2016, la Wayback Machine. la cdep.ro